# Anguilla australis
Anguille d'Australie
Espèce
Statut de conservation UICN

 NT  : Quasi menacé
L'anguille d'Australie (Anguilla australis), est une espèce de poissons serpentiforme de la famille des Anguillidés. Elle est originaire des lacs, des barrages et des rivières côtières du sud-est de l'Australie, de la Nouvelle-Zélande, et d'une grande partie du Pacifique Sud, y compris la Nouvelle-Calédonie, l'île Norfolk, île Lord Howe, Tahiti et les Fidji.

## Description
Le corps est long et serpentiforme, à peu près tubulaire et la tête est petite, avec les mâchoires remontant au moins au-dessous de l'œil. Les nageoires dorsale et anale sont à peu près de la même longueur. La couleur varie considérablement d'un individu à l'autre, Le vert olive foncé est typique, mais il peut être beaucoup plus clair, or ou même (rarement) jaunâtre. Il n'existe pas de marques, mais le ventre est pâle, souvent argenté, les nageoires sont verdâtres. Adulte, elle atteint environ 90 cm.

## Répartition et habitat
Elle est commune dans les cours d'eau des plaines de Nouvelle-Zélande, y compris les îles Chatham et Stewart, mais elle n'a pas tendance à remonter loin dans les terres comme les anguilles à longues nageoires (Anguilla dieffenbachii). En Australie, on la trouve dans les régions proches de la cordillère australienne, depuis  Mount Gambier au sud-est de l'Australie-Méridionale, le Victoria, la Tasmanie, les îles du détroit de Bass et jusque, sur la côte est, la rivière Richmond dans le nord de la Nouvelle-Galles du Sud. Incapable de remonter les pentes de la Cordillère et ne remontant pas au-delà de l'embouchure du Murray, elle est absente des milliers de kilomètres de cours d'eau qui drainent le sud-est de l'Australie.